# ستيوارت روبلس دي ميدينا
ستيوارت روبلس دي ميدينا (بالهولندية: Stuart Robles de Medina)‏ هو نحات ورسام هولندي، ولد في 14 ديسمبر 1930، وتوفي في 20 مايو 2006 في آيندهوفن في هولندا.